# Diclorofluoreto de fosforila
Diclorofluoreto de fosforila (PDCF), é um trihalofosforilo formulado em {\displaystyle {\ce {Cl2P(O)F}}}. É um reagente orgânico atuante como fonte de íons Cloro.